# حباك باغلفيكت
حباك باغلفيكت (الاسم العلمي: Ploceus baglafecht) نوع من الطيور الصغيرة من فصيلة الحباك، متوطن في بوروندي، الكاميرون، جمهورية أفريقيا الوسطى، جمهورية الكونغو الديمقراطية، إريتيريا، إثيوبيا، كينيا، مالاوي، نيجيريا، رواندا، جنوب السودان، تنزانيا، أوغندا وزامبيا.